# Гороховское сельское поселение
Гороховское сельское поселение — муниципальное образование Верхнемамонского района Воронежской области России.
Административный центр — село Гороховка.

## Население
| 2010  | 2012  | 2013  | 2014  | 2015  | 2016  | 2017  | 2018  | 2019  |
| ----- | ----- | ----- | ----- | ----- | ----- | ----- | ----- | ----- |
| 1284  | ↘1251 | ↘1243 | ↗1265 | ↘1243 | ↘1222 | ↘1163 | ↘1142 | ↘1130 |
| 2020  | 2021  |       |       |       |       |       |       |       |
| ↘1123 | ↘1084 |       |       |       |       |       |       |       |

## Административное деление
Состав поселения:
- село Гороховка.